# Le Puy-Sainte-Réparade
Le Puy-Sainte-Réparade – miejscowość i gmina we Francji, w regionie Prowansja-Alpy-Lazurowe Wybrzeże, w departamencie Delta Rodanu.
Według danych na rok 1990 gminę zamieszkiwały 4414 osoby, a gęstość zaludnienia wynosiła 95 osób/km² (wśród 963 gmin regionu Prowansja-Alpy-W. Lazurowe Le Puy-Sainte-Réparade plasuje się na 145. miejscu pod względem liczby ludności, natomiast pod względem powierzchni na miejscu 159.).

## Współpraca
Miejscowość partnerska:
- Asse, Belgia